# La Selva del Camp
La Selva del Camp és un municipi de Catalunya situat a la comarca del Baix Camp, a la província de Tarragona.

## Geografia
- Llista de topònims de la Selva del Camp (Orografia: muntanyes, serres, collades, indrets..; hidrografia: rius, fonts...; edificis: cases, masies, esglésies, etc).

El terme municipal, de 35,18 km², s'estén des de la plana fins als primers contraforts de la serra de la Mussara. Una tercera part d'aquest terme correspon a terrenys muntanyosos, encara que d'escassa elevació. El terme limita al nord amb el de l'Albiol; a l'oest, amb l'Aleixar; amb l'Almoster, al sud-oest; Reus, al sud —tots els quals són del Baix Camp—; i amb els de Vilallonga, del Tarragonès, al sud-est; i d'Alcover, de l'Alt Camp, a l'est. El principal corrent d'aigua que travessa el terme és la Riera de la Sisena, afluent del Francolí. L'agricultura és encara un element clau en la seva economia, tot i que s'han creat diversos parcs industrials, on hi ha algunes empreses en expansió. El 2014 tenia 5.598 habitants.

## Monuments

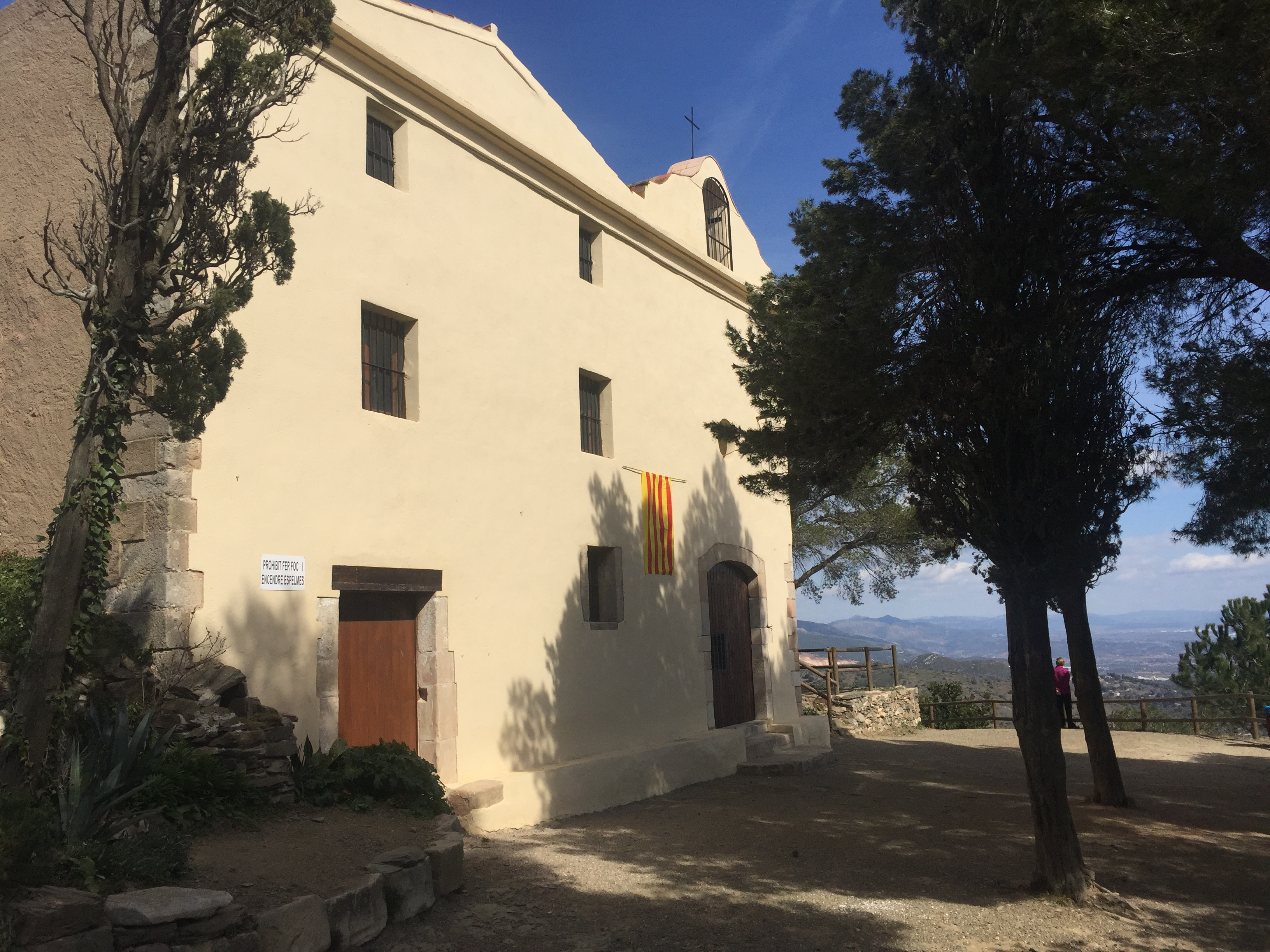
Ermita de Sant Pere del Puig

- Castell de Paborde, del segle xii, avui dia un centre cultural polivalent.
- Convent de Sant Rafael, construït després de 1635 amb el llegat de Rafael Ripollès (1575-1635).
- Portal de Sant Antoni.
- Casa de la Vila.
- Convent de Sant Agustí, construït entre 1598 i 1632.
- Pont Alt (documentat al segle xiii i refet el 1523).
- Els Ponts del Portal de Més Amunt.
- Església de Sant Pau (esmentada el 1235).
- Capella de Santa Llúcia i Sant Jaume (1331).
- Ermita de Sant Pere del Puig (segle xii).
- Ermita de Santa Maria de Paretdelgada.
- Església de Sant Andreu.
- Capella de Sant Nicolau.
- Mas de Prats (al sud del poble), seu d'una senyoria fundada al segle xiv per Eimeric de Prats.
- Mas de la Serra, que és la resta de l'antic terme de la Font de l'Astor.
- Mas del Passamaner.
- Muralles de la Selva del Camp.

## Història
Fragments de dues escultures romanes s'han trobat a les partides dels Vilars, una a la font de l'Abelló i l'altra al Mas Bertran. L'any 2005 es van fer troballes al Barranc de Sales.
Durant el domini sarraí, quan la plana del Camp era terra de ningú i despoblada, La Selva es trobava al pas cap a l'Albiol. Sembla que el carrer Major és una pervivència d'aquell antic camí, i que l'espai va ser fortificat com a lloc avançat i cruïlla de camins. A la donació dels Mongons de 1149, un despoblat que conserva encara les restes d'un castell, al Tarragonès, la Silva Constantina apareix com a límit. La carta de població és de 13 de maig de 1164 i fou concedida per l'arquebisbe Hug de Cervelló, que cedia als pobladors la lliure possessió de cases, terres, prats i boscos, sense cap cens ni gravamen, però els mantenia subjectes a la justícia i senyoria de l'església de Tarragona. El 1169 apareix com a senyor el paborde Ramon de Bages, i encara que a un document de 1174 s'esmenta com a senyoria de l'església tarragonina, una butlla de 1194 confirma la senyoria del paborde. Al segle xiii es va traspassar el clos morat i es va formar el raval de Vilanova. El 1215 es documenten molins de blat, entre ells el de Mas de Moixó del que encara es veuen les restes. El 1218 els vilatans van deixar els diners al paborde per comprar l'Albiol, on els vilatans van obtenir drets i empriu. El 1237 el paborde Ferrer de Pallarès, després bisbe de València, va garantir que només els vilatans podrien pasturar els ramats en el terme selvatà.
| Entitat de població | Habitants (2023) |
| la Selva del Camp   | 5.123            |
| Paretdelgada        | 355              |
| Sant Pere           | 258              |
| Font: Idescat       |                  |

El 1280 o 1282 els pobles del Camp es van reunir a la Selva per lluitar contra el veguer reial Bernat Bolla; el castell reial a Tarragona fou atacat i saquejat així com les cases i béns del veguer. Això va portar dures represàlies del rei al poble de la Selva, però tot i així el 1285 es va tornar a enfrontar als oficials del rei pel cobrament dels impostos.
El 1305, un grup de pobles que protestaven contra l'arquebisbe Rodrigo de Tello que volia fer pagar a les viles 2/5 del cost de la reconstrucció de les muralles de Tarragona i la millora dels camins oberts, es reuní a la Selva per presentar un recurs davant del rei. Es va iniciar un plet i els que reclamaven es van reunir diverses vegades a la Selva, possiblement perquè era un lloc equidistant a la majoria de municipis afectats, i aquesta població es va convertir així en seu i lloc habitual de reunió de la naixent Comuna del Camp. Una llegenda, naturalment falsa, diu que els participants es reunien sota les branques d'un roure immens.
El juliol de 1313 el cavaller selvatà Ramon de Vilanova i el senyor del Morell van estoquejar al batlle del paborde, el que va portar a una lluita entre aquest (Guerau de Rocabertí des del 1324) i l'arquebisbe Joan d'Aragó, que quasi va portar a una guerra civil a Catalunya, però el 1334 va morir l'infant Joan i el 1336 el tribunal de La Rota va pronunciar-se en favor del paborde, i el conflicte es va acabar. El 1327 els veïns de la part alta i els de la baixa es van enfrontar per l'aigua de la séquia, fins que el paborde Guerau de Rocabertí va imposar la concòrdia el juliol de 1337. El 1344 la Selva va acollir l'arquebisbe Sancho López de Ayerbe foragitat pels reusencs, però finalment el paborde el va expulsar cap a l'Albiol.
El 1363 es van reforçar les muralles per ordre de Pere el Cerimoniós; en el plet de 1374 entre el rei i l'arquebisbe, es va posar al costat del darrer i el 1378 no va voler comprar el perdó reial com van fer altres pobles del Camp i el governador de Catalunya, Ramon Alemany de Cervelló, va engarjolar a 30 selvatans. Al segle xiv tenia nou molins, tres forns de pa, una carnisseria, i una taverna i el conreu de la vinya prenia volada, però la pesta del 1350 va fer molt de mal. S'esmenten també un metge, un cirurgià, un apotecari, una escola, i una companya comercial. La jueria, activa durant dos segles i dedicada a la usura, fou assaltada el 1391.

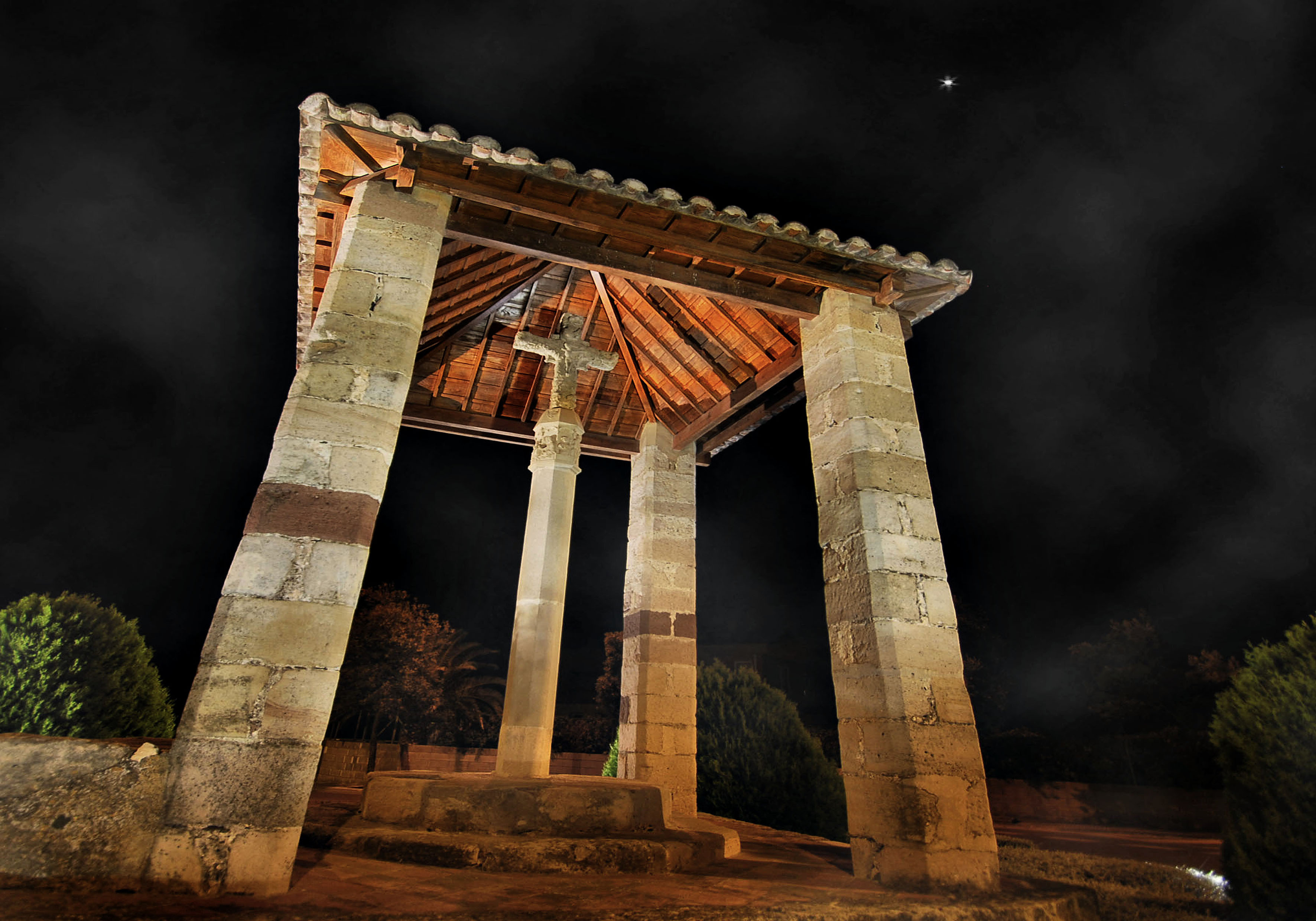
La Creu Coberta

Vers el 1400 tenia un hospital, batia moneda, tenia escut propi, i era considerada capçalera de la comuna del Camp. El 1409 hi va predicar Sant Vicent Ferrer. El 1410 es va anul·lar la pabordia, que tenia jurisdicció civil, i la senyoria va passar a l'ardiaca de Vila-seca fins al 1412 quan Benet XIII d'Avinyó la va incorporar a la mitra. En aquest segle va prendre volada el conreu de l'avellana. El 1438 es va incorporar al seu terme el Burgar i el Burgaret. El 1437 s'acordà refer el camí fins a Tarragona, i el 1538 Carles I els autoritzà a obrir-ne un de nou fins al port de Salou. El 1462 durant la revolta catalana contra Joan II, es va declarar a favor de la Generalitat i fou sotmesa al rei l'any següent. El 1475 el poble va comprar a Pedro d'Urrea el dret de formar una terna per escollir el batlle.
El privilegi de mercat als dijous i de fira el dia de Sant Simó i Sant Judes fou concedit el 1503. El 1508 es va cedir una torre de la muralla a Joan Boada perquè hi bastís el bordell. El 1504 l'arquebisbe Fernàndez de Heredia va reduir el consell general a 11 representants per cada braç que junt amb els 30 jurats van formar el consell dels 60. En el segle xvi es va desenvolupar el cultiu de moreres per alimentar als cucs de seda.
El segle xvii va viure l'enfrontament de dues faccions locals, els morells i els volors, versió selvatana dels nyerros i els cadells. El jurat en cap i el batlle foren assassinats el 1609; el 1616 l'arquebisbe va fer enderrocar els porxos on les faccions es reunien, i el consell es va ampliar a cent membres. El 1640 les tropes franceses sota el general Montsuar es van tancar a la Selva, però la vila es va entregar als castellans sense lluita pel que el 16 de desembre d'aquell mateix any fou declarada enemiga de la pàtria i els béns dels veïns foren confiscats per finançar la guerra. El maig del 1641 el general La Mothe va ocupar la vila i hi va deixar guarnició. Aquestes lluites van deixar reduïda la població de la vila a la meitat. El 1651 Sant Andreu fou nomenat patró de la vila suposadament per haver salvat el poble d'una pesta.
L'agost de 1705, la Selva es va declarar per l'arxiduc. El juliol de 1713 el consell de la vila va optar per sotmetre's a Felip V.
El 1809 es va instal·lar a la vila un hospital militar, que va ser clausurat per dificultats econòmiques. El febrer de 1811 el poble, sota instigació del pare Coris, es declarà pel marquès de Campoverde. La pabordia fou dissolta el 1823 i l'arquebisbe Jaume Creus n'assumí el domini directe; el procurador de l'arquebisbe va prendre possessió de la vila com a senyor jurisdiccional.
El setembre de 1827 el comte d'Espanya foragità de les serres de la rodalia a uns tres-cents malcontents, que després foren indultats. L'1 d'octubre de 1869 va formar junta revolucionària que el 9 del mateix mes es va adherir al programa de la junta de Reus. Els monàrquics van guanyar a les eleccions del gener de 1869, els federalistes ho van fer a les eleccions de l'abril de 1869 i els monàrquics altre cop a l'abril de 1872. El juliol de 1872 fou ocupada pels carlins, i altre cop el juny de 1873 i dos dies el juliol de 1873, sempre sota Cercós. El 10 de juliol el ferrocarril fou atacat per Cercós, que el dia 20 va enderrocar el fortí i el 29 va entrar a la ciutat i va cobrar la contribució.
El segle xix la població va oscil·lar entre tres mil i quatre mil habitants, fins al màxim de 3.894 el 1860 quan va iniciar la davallada que la va portar a menys de 3000 el 1897 (2941 el 1900).
Durant la primera meitat del segle xx va tenir poca importància, i la població es va anar reduint. El 1950 era de 2.599 habitants. Després dels anys seixanta es va anar recuperant, per fer un creixement notable al final del segle, amb la instal·lació d'un polígon industrial (La Drecera) i nombroses urbanitzacions.

L'any 1903 la propera central hidroelèctrica del Glorieta començà a subministrar electricitat al poble.

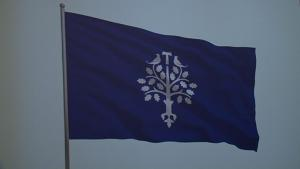
Bandera

El 1903 es va crear la Societat Agrícola que el 1911 es va fusionar amb el Sindicat Agrícola Català de Sant Isidre i donà origen a l'Associació Agrícola de la Selva del Camp. El 1926 es va fundar La Defensa Agrària, sota l'impuls dels catalanistes d'esquerres. De la fusió de les diferents associacions sorgeix l'actual Cooperativa Agrícola de la Selva del Camp.
La terrissa va tenir una certa importància (el carrer dels ollers és esmentat des del segle xiii) per desaparèixer a la segona meitat del segle xx.

## Pabordesconeguts
- 1169: Ramon Bages.
- 1193: Joan de Sant Boi.
- 1199: Ramon de Barberà.
- 1207: Ramon de Sant Llorenç.
- 1217: Ferrer Pallarès (bisbe de València).
- 1239: Guillem de Banyeres.
- 1254: Arnau Gibot.
- 1264: Pere Bernat.
- 1277: Guillem de Banyeres.
- 1307: Guillem de Rocabertí.
- 1309: Jofre de Cruïlles.
- 1318: Ramon d'Avinyó.
- 1324: Guerau de Rocabertí.
- ? Bertran de Catanetto, procurador.
- 1350: Romeu Sescomes.
- 1361: Macià Alanyà.
- 1364: Guillem Sescomes.
- 1389: Guillem Gramatge.
- 1412: a l'arquebisbat.

## L'educació a la Selva del Camp
A la Selva es cobreixen les necessitats educatives dels 0 als 18 anys. Hi ha l'escola bressol «El Poniol», a la nova zona educativa de la Rasa, de titularitat municipal. També hi ha una escola bressol a l'escola Sant Rafael. L'Educació Infantil (de 3 a 6 anys) i l'Educació Primària (de 6 a 12 anys) s'imparteixen en l'escola pública Abel Ferrater i a la concertada Sant Rafael. L'Educació Secundària Obligatòria (de 12 a 16 anys) i el batxillerat es cursen a l'Institut Joan Puig i Ferreter. També es poden fer estudis fins a grau mitjà de música a l'Escola de Música Municipal.

## Manifestacions culturals
Entre les manifestacions culturals més destacades hi ha:
- El Misteri de la Selva o Assumpció de Santa Maria Madona, originària del segle xiv.
- Setmana Santa, declarada Festa Tradicional d'Interès Nacional el 2010 per la Generalitat de Catalunya, amb un esment especial al Viacrucis camí del Calvari, també declarat com a Element Festiu Patrimonial d'Interès Nacional. En destaca la seva extraordinària bellesa plàstica i les melodies musicals, moltes d'elles autòctones, així com també la recuperació del Ball de la Mort, d'origen medieval i únic a la província de Tarragona, que s'interpreta a la “professó” del Sant Enterrament.
- Solemnitat i Septenari de la Mare de Déu de Paretdelgada. La festa de la patrona de la vila es celebra el primer diumenge d'agost a l'ermita de Paretdelgada.
- La Fira. Es celebra l'últim cap de setmana d'octubre pels carrers de la vila.
- Festa Major d'hivern dedicada al patró de la vila, Sant Andreu (30 de novembre).
- Festa Major d'estiu o del vot de Sant Andreu, celebrada el primer cap de setmana de juny.
- Festa dels tres tombs celebrada als voltants de febrer, març o abril amb la característica de la indumentària tradicional dels participants i pels carros de roda seca.

## Persones il·lustres
- Joan de la Creu Baiget i Pàmies
- Josep Batlle i Jover
- Josep Batlle i Mateu
- Ramon Blasi i Rabassa
- Josep Maria Cogul i Monné
- Francesc Crusats
- Joan de la Creu Ferrater i Pàmies
- Abel Ferrater i Hortet
- Eufemià Fort i Cogul
- Bonaventura Gassol i Rovira
- Joaquim Guitert i Fontserè
- Rafael Joan i Gili
- Onofre Manescal
- Joan Masdeu i Babot
- Cosme de Montserrat
- Ramon Muntanyola
- Jaume Pallarès
- Joan Pié i Faidella
- Joan Puig i Ferreter
- Rafael Ripollès
- Simó Salvador
- Eduard Torrents i Boqué
- Dionís Vergonyós
- Pere Voltas i Montserrat
- Armand Puig i Tàrrech

## Política

### Alcaldes del període democràtic
- Lluís Segura i Masdeu (1976-1979).
- Josep Masdeu Vives (1979-1983).
- Camil Ferrater i Estivill (1983-1989).
- Ignasi Carnicer Barrufet (1989-2007).
- Josep Masdeu Isern (2007-2011).
- Josep Maria Puig i Tàrrech (2011-2015).
- Jordi Vinyals Nogués (2015-2016).
- Josep Masdeu Isern (2016-2018).
- Jordi Vinyals Nogués (2018-2019).
- Josep Masdeu Isern (2019-2022).
- Jordi Vinyals Nogués (2022-2023).
- Josep Masdeu Isern (2023-).

## Demografia
| 1497 f | 1515 f | 1553 f | 1717  | 1787  | 1857  | 1877  | 1887  | 1900  | 1910  |
| ------ | ------ | ------ | ----- | ----- | ----- | ----- | ----- | ----- | ----- |
| 277    | 333    | 371    | 1.605 | 3.372 | 3.854 | 3.414 | 3.280 | 2.941 | 2.913 |

| 1920  | 1930  | 1940  | 1950  | 1960  | 1970  | 1981  | 1990  | 1992  | 1994  |
| ----- | ----- | ----- | ----- | ----- | ----- | ----- | ----- | ----- | ----- |
| 2.990 | 2.848 | 2.861 | 2.599 | 2.695 | 3.225 | 3.220 | 3.445 | 3.546 | 3.546 |

| 1996  | 1998  | 2000  | 2002  | 2004  | 2006  | 2008  | 2010  | 2012  | 2014  |
| ----- | ----- | ----- | ----- | ----- | ----- | ----- | ----- | ----- | ----- |
| 3.767 | 3.949 | 4.103 | 4.385 | 4.628 | 4.983 | 5.238 | 5.477 | 5.619 | 5.598 |

| 2016  | 2018  | 2020  | 2022  | 2024  | 2026 | 2028 | 2030 | 2032 | 2034 |
| ----- | ----- | ----- | ----- | ----- | ---- | ---- | ---- | ---- | ---- |
| 5.591 | 5.632 | 5.683 | 5.696 | 5.819 | -    | -    | -    | -    | -    |